# Крутой Лог (Красноярский край)
Крутой Лог — посёлок в Енисейском районе Красноярского края. Входит в состав Новокаргинского сельсовета.

## История
В 1968 г. указом президиума ВС РСФСР поселок пятого километра переименован в Крутой Лог.

## Население
| 2010 |
| ---- |
| 20   |